# Alwinton
 (juin 2023).
Alwinton est une paroisse civile et un village du Northumberland, en Angleterre.